# Выделение частного класса данных
Выделение частного класса данных (англ. Private class data) — структурный шаблон проектирования, используемый для сокрытия атрибутов и их манипуляциям.

## Описание
Обычно классы всегда изначально выглядят чёткими и понятными: они выполняют свои функции и не влияют на выполнение функций других классов, но при разработке программы добавляется новая логика, в результате некоторые классы ошибочно получают массу дополнительных обязанностей. На помощь приходит частный метод рефакторинга, известный под названием «Extract Class», который позволяет соблюсти «Принцип единственной ответственности», тем самым делая классы более надёжными и устойчивыми к изменениям.

## Примеры реализации
Чтобы применить этот шаблон проектирования к нужному классу, необходимо:
1. Создать новый класс, который будет иметь одну ответственность, используя методы рефакторинга: выделения поля и выделения метода.
2. Создать связь между старым и новым классом.

Вносить изменения нужно постепенно, проверяя результат после каждого хода, чтобы избежать необходимости исправлять множество ошибок в конце. Когда процесс завершён, после проверки новых классов, следующим шагом становится старый класс: возможно, его обязанности изменились, и теперь логично назвать его по-другому.
```
namespace
 
Private_class_data

{

    
class
 
Program

    
{

        
static
 
void
 
Main
(
string
[]
 
args
)

        
{

            
var
 
radius
 
=
 
new
 
double
();

            
var
 
color
 
=
 
new
 
Color
();

            
var
 
origin
 
=
 
new
 
Point
();

            
var
 
circle_before
 
=
 
new
 
before
.
Circle
(
radius
,
 
color
,
 
origin
);

            
var
 
circle_after
 
=
 
new
 
after
.
Circle
(
radius
,
 
color
,
 
origin
);

        
}

    
}

    
class
 
Color

    
{

    
}

    
class
 
Graphics

    
{

    
}

    
class
 
Point

    
{

    
}

}

namespace
 
Private_class_data.before

{

    
class
 
Circle

    
{

        
private
 
double
 
radius
;

        
private
 
Color
 
color
;

        
private
 
Point
 
origin
;

        
public
 
Circle
(
double
 
radius
,
 
Color
 
color
,
 
Point
 
origin
)

        
{

            
this
.
radius
 
=
 
radius
;

            
this
.
color
 
=
 
color
;

            
this
.
origin
 
=
 
origin
;

        
}

        
public
 
double
 
Circumference

        
{

            
get
 
{
 
return
 
2
 
*
 
Math
.
PI
 
*
 
this
.
radius
;
 
}

        
}

        
public
 
double
 
Diameter

        
{

            
get
 
{
 
return
 
2
 
*
 
this
.
radius
;
 
}

        
}

        
public
 
void
 
Draw
(
Graphics
 
graphics
)

        
{

            
//...

        
}

    
}

}

namespace
 
Private_class_data.after

{

    
class
 
CircleData

    
{

        
private
 
double
 
radius
;

        
private
 
Color
 
color
;

        
private
 
Point
 
origin
;

        
public
 
CircleData
(
double
 
radius
,
 
Color
 
color
,
 
Point
 
origin
)

        
{

            
this
.
radius
 
=
 
radius
;

            
this
.
color
 
=
 
color
;

            
this
.
origin
 
=
 
origin
;

        
}

        
public
 
double
 
Radius

        
{

            
get
 
{
 
return
 
this
.
radius
;
 
}

        
}

        
public
 
Color
 
Color

        
{

            
get
 
{
 
return
 
this
.
color
;
 
}

        
}

        
public
 
Point
 
Origin

        
{

            
get
 
{
 
return
 
this
.
origin
;
 
}

        
}

    
}

    
class
 
Circle

    
{

        
private
 
CircleData
 
circleData
;

        

        
public
 
Circle
(
double
 
radius
,
 
Color
 
color
,
 
Point
 
origin
)

        
{

            
circleData
 
=
 
new
 
CircleData
(
radius
,
 
color
,
 
origin
);

        
}

        
public
 
double
 
Circumference

        
{

            
get
 
{
 
return
 
2
 
*
 
Math
.
PI
 
*
 
this
.
circleData
.
Radius
;
 
}

        
}

        
public
 
double
 
Diameter

        
{

            
get
 
{
 
return
 
2
 
*
 
this
.
circleData
.
Radius
;
 
}

        
}

        
public
 
void
 
Draw
(
Graphics
 
graphics
)

        
{

            
//...

        
}

    
}

}

```